# Cariniana kuhlmannii
Cariniana kuhlmannii é uma espécie de árvore da família Lecythidaceae.
Endêmica da savana de Rondônia, Brasil, só se conhece o espécime-tipo de Campos dos Urupás. É citada a ocorrência no Mato Grosso.
Esta espécie está ameaçada por perda de seu habitat para assentamentos rurais.